# At the Heart of Winter
At the Heart of Winter è il quinto album in studio del gruppo musicale black metal norvegese Immortal, pubblicato nel 1999 dalla Osmose Productions.

## Il disco
Fu il primo album senza il chitarrista Demonaz, che contribuì invece per quanto riguarda i testi, incentrati sull'inverno e sulla guerra. Da questo album in poi sarà il cantante e bassista Abbath a sostituirlo, introducendo forti elementi thrash metal con continui cambi di tempo tipici dei gruppi thrash tedeschi. È stato inserito in 8ª posizione nella lista Migliori album Black Metal secondo Decibel.

## Edizioni
L'album è stato anche pubblicato in edizione limitata e in una versione su LP numerata a mano.

## Tracce
1. Withstand the Fall of Time – 8:29
2. Solarfall – 6:02
3. Tragedies Blows at Horizon – 8:55
4. Where Dark and Light Don't Differ – 6:45
5. At the Heart of Winter – 8:00
6. Years of Silent Sorrow – 7:53

## Formazione[4]
- Abbath Doom Occulta - voce, chitarra, basso, sintetizzatore
- Horgh - batteria

## Crediti
- Demonaz Doom Occulta - testi
- Jean Pascal Fournier - copertina
- Peter Tägtgren - produttore, ingegnere del suono e mixer